# Kamarajanahalli, Koratagere
Kamarajanahalli là một làng thuộc tehsil Koratagere, huyện Tumkur, bang Karnataka, Ấn Độ.